# Чацкий, Влодзимеж
Влодзи́меж (Влади́мир) Ча́цкий (пол. Włodzimierz Czacki; 16 апреля 1834 Порыцк, Владимир-Волынский уезд, Волынская губерния, Российская империя — 8 марта 1888, Рим) — польский кардинал, папский дипломат, поэт и публицист. Титулярный архиепископ Саламина с 12 августа 1879 по 25 сентября 1882. Апостольский нунций во Франции с 19 сентября 1879 по 25 сентября 1882. Кардинал-священник с 25 сентября 1882, с титулом церкви Санта-Пуденциана с 15 марта 1883.

## Биография
Родился в родовом поместье Чацких в с. Порыцк (ныне Павловка, в 25 км от Владимира-Волынского Украина).

## Церковная деятельность
17-летний юноша из-за болезни покинул Польшу и поселился в Риме. В 1867 году рукоположен в сан священника и стал личным секретарём Римского папы Пия IX. Пользуясь особым доверием, занимался папской перепиской, чему способствовало знание им многих иностранных языков. Пребывая в постоянном контакте с семьей в Польше, информировал Папу о ситуации на родине, особенно, в Царстве Польском.
В качестве папского советника принимал участие в I Ватиканском соборе, работая членом церковно-политической комиссии. Затем участвовал в работе Римской курии, был секретарём Священной Конгрегации чрезвычайных церковных дел. Работая в ватиканском государственном секретариате занимался политическими делами. С 1878 года участвовал в переговорах, направленных на окончание культуркампфа.
Содействовал организации в Риме Польского Коллегиума. В 1879 году Римский папа назначил Влодзимежа Чацкого своим апостольским нунцием в Париже и титулярным архиепископом Саламинским.
Во время пребывания в Париже успешно боролся против срыва конкордата французским правительством и ликвидации некоторых монашеских орденов.
После трёх лет в Париже Чацкий попросил освободить его функций нунция и вернулся в Рим.
С 25 сентября 1882 года — кардинал Влодзимеж Чацкий был одним из трёх ближайших советников Папы Римского Льва XIII, работал для семи римских конгрегаций, был покровителем 3-х монашеских орденов, защитником интересов Королевства Португалии.

## Творчество
В публицистике отстаивал своё представление о независимой Польше, указывал на религиозные мотивы январского восстания 1863 года. Выступал с призывами о помощи мятежникам со стороны католических государств.
Автор статей в защиту авторитета папства. Им написано несколько томов поэтических произведений, таких как: «Wiązanka», «Trzy pieśni — Pokusa, Przejrzenie, Modlitwa» и др.

## Избранная публицистика
- List o Polsce i Państwie Kościelnym (1860),
- Les catoliques et l'Église de Pologne (1863),
- Rome et la Pologne (1864),
- Kościół i postępowość (1868).

## Награды
- Награждён «Большим крестом Мальтийского ордена».